# Třída Suffren
Třída Suffren byla třída těžkých křižníků francouzského námořnictva. Celkem byly postaveny čtyři jednotky této třídy. Ve služby byly v letech 1930–1962. Křižníky byly nasazeny v první fázi druhé světové války a následně jejich osudy rozdělila porážka Francie. Zatímco Suffren, který strávil více než dva roky odzbrojený a internovaný v Alexandrii, od roku 1943 opět bojoval na straně spojenců v řadách Svobodných Francouzů, ostatní tři křižníky v roce 1942 potopily vlastní osádky v Toulonu, aby tak zabránily jejich ukořistění Německem.

## Stavba
Francouzská loděnice Arsenal de Brest v Brestu postavila čtyři jednotky této třídy. Do služby byly přijaty v letech 1930–1932.
Jednotky třídy Suffren:
| Jméno   | Založení kýlu | Spuštěna       | Vstup do služby   | Poznámka                                                                   |
| ------- | ------------- | -------------- | ----------------- | -------------------------------------------------------------------------- |
| Suffren | 1926          | 3. května 1927 | 1. ledna 1930     | Od roku 1949 rezerva, vyřazen 1962.                                        |
| Colbert | 1926          | 20. dubna 1928 | 4. března 1931    | Dne 27. listopadu 1942 byl potopen vlastní posádkou na základně v Toulonu. |
| Foch    | 1928          | 24. dubna 1929 | 15. září 1931     | Dne 27. listopadu 1942 byl potopen vlastní posádkou na základně v Toulonu. |
| Dupleix | 1929          | 9. října 1930  | 20. července 1932 | Dne 27. listopadu 1942 byl potopen vlastní posádkou na základně v Toulonu. |

## Konstrukce

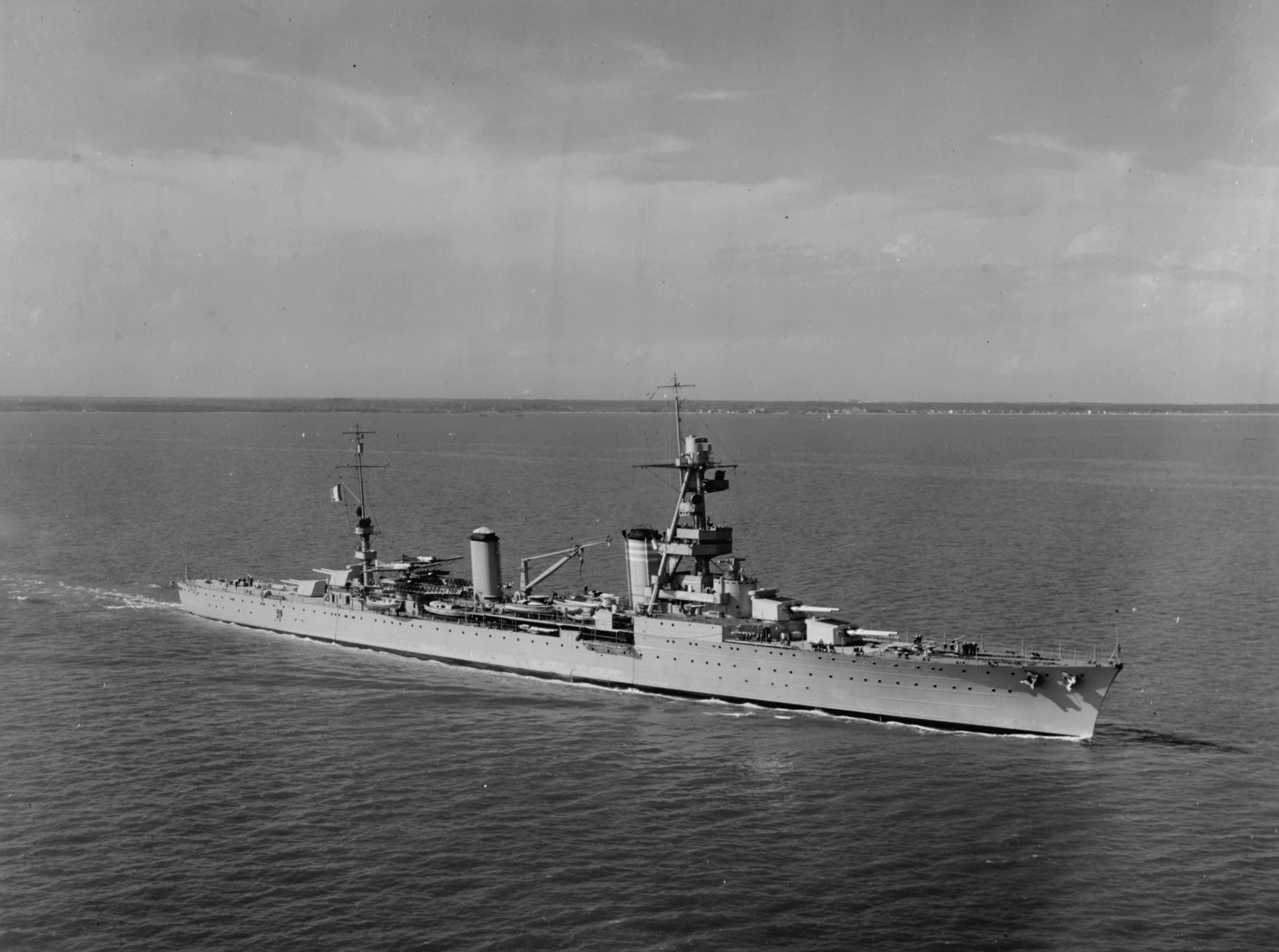
Suffren

Podobně jako u předchozí třídy Duquesne byla hlavní výzbroj těchto lodí – osm 203mm kanónů, soustředěna ve čtyřech dvoudělových věžích. Sestava výzbroje menších ráží se u jednotlivých kusů mírně lišila (například Suffren nesl dvojnásobný počet torpédometů a 75mm kanóny namísto ráže 100 mm u následujících lodí). Suffren nesl pouze jeden katapult, zatímco ostatní tři lodě je nesly dva. Zlepšila se pancéřová ochrana – u třídy Duquesne ostatně dosti opomíjená. Oproti ní byla síla bočního pancéřování dvojnásobná a lodě dostaly také dvě pancéřové paluby, z nichž měla každá sílu 25,4 mm.
U lodí Colbert, Foch a Dupleix byla během války posilována protiletadlová výzbroj. Suffren byl při modernizaci v roce 1943 také přezbrojen, byly u něj zcela odstraněny torpédomety a protiletadlovou výzbroj nově tvořily pouze kanóny ráží 20 a 40 mm.

## Operační služba

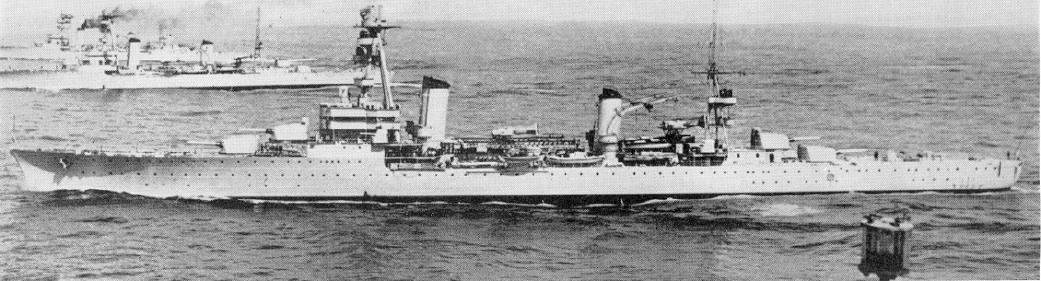
Dupleix

Suffren po francouzské kapitulaci kotvil v Alexandrii, kde musel být po vyjednávání s Brity odzbrojen a internován. Po zániku Vichistické Francie se Suffren 30. května 1943 vrátil na stranu spojenců, byl reaktivován a modernizován v USA. Do konce války poté sloužil v silách Svobodných Francouzů a nasazen byl i v Indočínské válce. V roce 1949 byl převeden do rezervy, kde zůstal do roku 1962. Sešrotován byl v roce 1974.
Colbert, Foch a Dupleix byly po francouzské kapitulaci také věrny vládě ve Vichy, kotvily však na francouzském území v Toulonu a to až do roku 1942, kdy byla i Vichistická Francie obsazena nacistickým Německem. Všechny tři lodě pak 27. listopadu 1942 zničily vlastní osádky, aby nepadly do německých rukou.